# Chiesa ed ex monastero di San Fiorenzo
La Chiesa di San Fiorenzo è un edificio religioso di Perugia ubicato nel borgo di Porta Sole in via Alessi. È stato affidato in comodato d'uso dalla diocesi di Perugia alla rappresentanza rumena della chiesa ortodossa presente in città.
L'ex monastero di San Fiorenzo è stato demanializzato nel periodo post unitario e adibito a scuole, ha ospitando il Liceo Scientifico G. Alessi e in anni più recenti L'UNITRE Università della Terza Età. Attualmente è sede della “Casa della Cultura e dell'Associazionismo”, titolare dell'immobile è il Comune di Perugia, 

## Storia
Il sito fu sede prima dei Benedettini, che rimasero a San Fiorenzo fino all'X sec. Poi successero i Cluniacensi  nel X sec.,  I Camaldolesi nel 1012, i Cistercensi dal 1112 al 1444 e infine dal 1444 al 1968 i Serviti.
Una prima chiesa dedicata al Santo è segnalata fin dall'VIII secolo, sorgeva al di fuori della cinta muraria etrusca, era costruita in stile romanico con copertura a capriate, e presbiterio rialzato, aveva l'ingresso da via Bonaccia e si sviluppava sull'attuale transetto. Una torre medievale  è stata riutilizzata come campanile.
L'intervento del XIII-XIV sec. cambiò l'orientamento della chiesa e gli dette una impronta gotica, di cui restano ancora delle strutture a sesto acuto. La facciata era completamente diversa, vi era un doppio portale d'ingresso analogo a quello di S. Maria di Monteluce e di S. Agostino, con grande rosone e una loggetta tra il portale e il rosone . Dal 1471 al 1515 furono effettuate altre trasformazioni dai Servi di Maria e fu costruita la volta in sostituzione delle capriate. Nel 1560 fu sistemato il chiostro con l'ingresso a sinistra della chiesa come lo vediamo oggi. 
Tra il 1763 e il 1770 la chiesa fu completamente trasformata, anche nella facciata, nelle forme che vediamo oggi, su progetto di Pietro Carattoli.  La ristrutturazione in stile barocchetto (anticipazione dello stile neoclassico) ha inteso portare il valore della simmetria e della razionalità, in sostituzione della provvisorietà  e casualità data dalle continue aggiunte e trasformazioni avvenute nei secoli. Si è voluto riportare l'ordine, eliminando la misteriosità degli anfratti e delle sovrapposizioni .. Inoltre sul finire del XVIII è stata arricchita da altari con altorilievi in stucco di Benedetto Silla e Carlo Nottari. L'intervento costò molto ai Serviti tanto che per affrontare le spese, furono costretti a vendere anche un'opera di Raffaello .

## Descrizione

### Interno della chiesa
All'interno vi si conservano affreschi staccati, il più antico "Cristo Pantocrator" è del XIII sec.c. , inoltre una Madonna del latte del XIV ed altre opere appartenenti alla antica decorazione della chiesa.  Nel primo altare destro è una tela di Francesco Appiani(XVIII sec.) raffigurante San Pellegrino sostenuto da un angelo e il Beato Giovanni Porro; addossato al dipinto è un Crocifisso ligneo.

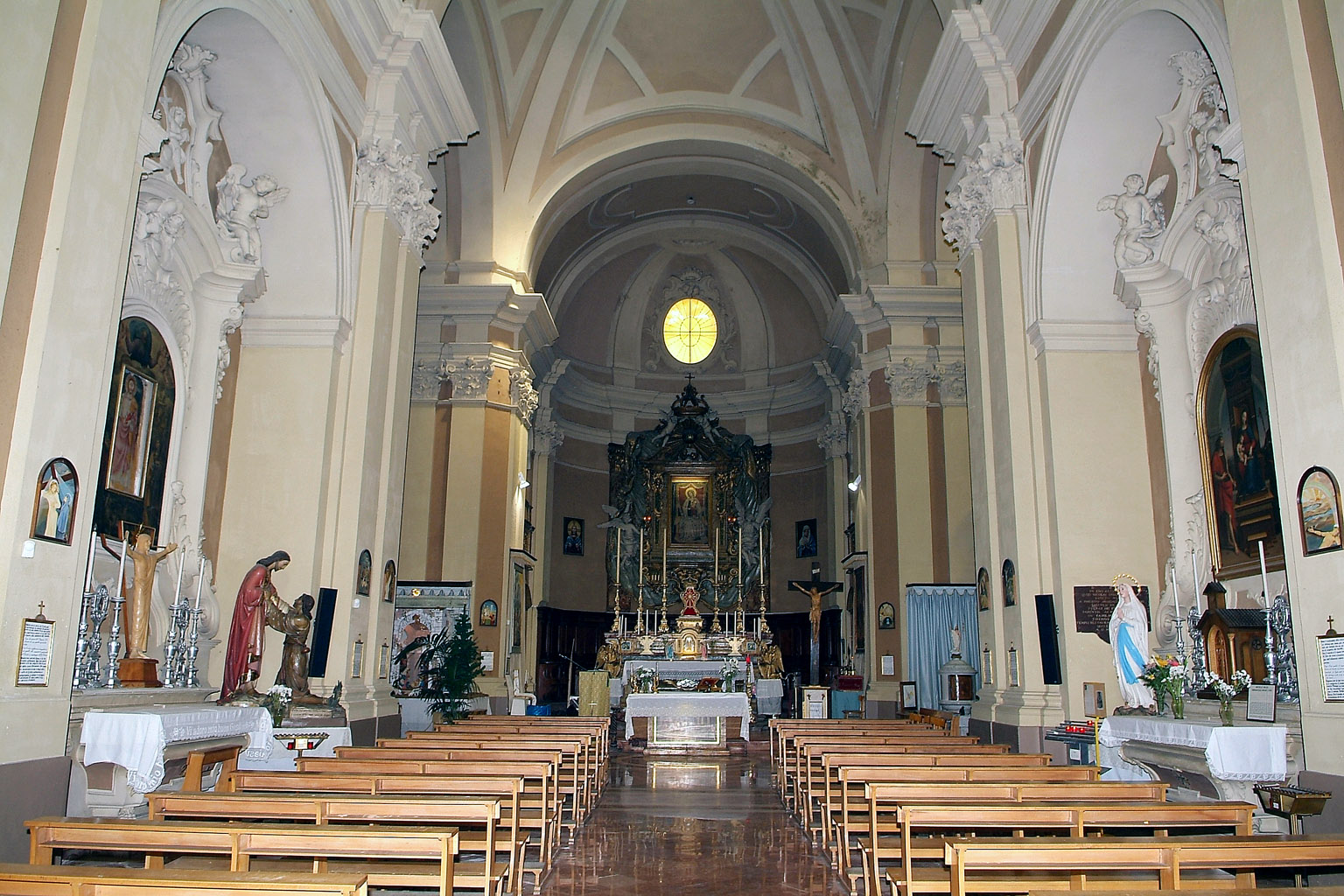
Interno chiesa San Fiorenzo (Perugia), trasformata tra il 1763 e il 1770 in stile neoclassico su progetto di Pietro Carattoli

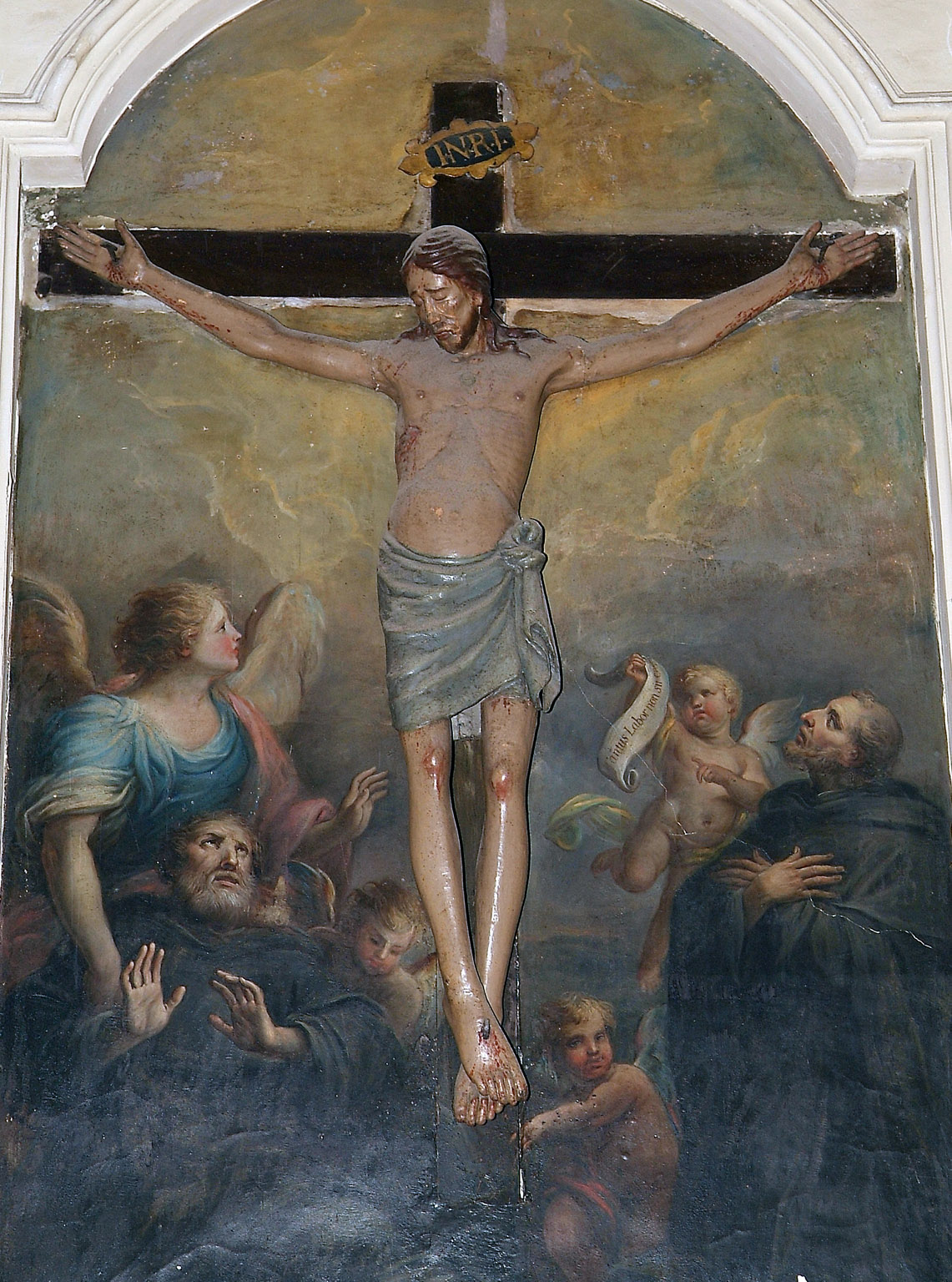
Francesco Appiani XVIII-San Pellegrino sostenuto da un angelo e il Beato Giovanni Porro, addossato Crocifisso ligneo

Un'altra opera di Francesco Appiani, Il prodigio dell'Ostia eucaristica di S. Giuliana Falconieri, è collocata all'inizio della navata sinistra.  Nel transetto sinistro è il monumento funebre del grande architetto perugino Galeazzo Alessi, ivi sepolto nel 1572 nella tomba di famiglia, inoltre è una tela del XVIII sec. di Francesco Silva raffigurante La vergine e i fondatori dell'Ordine dei Serviti. Al centro del presbiterio entro una nicchia, è l'immagine della Vergine con Bambino (XIV secolo)  proveniente dal vicolo della Madonna, qui collocata nel 1770. Notevole è l'organo Morettini del 1829.

### Sacrestia

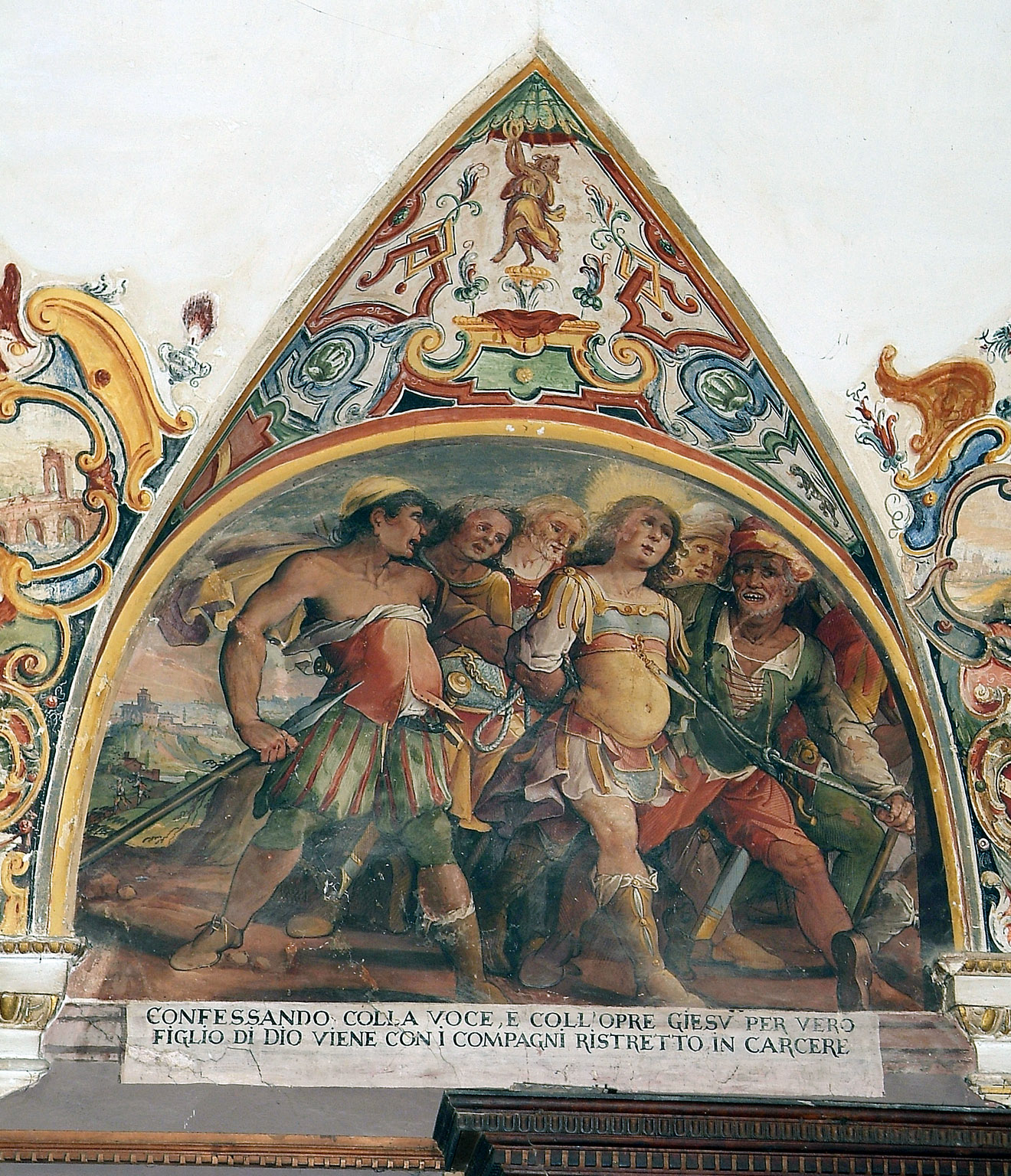
Matteuccio Salvucci XVII sc. - Affreschi della Sacrestia di San Fiorenzo (Perugia)

In sacrestia è un ciclo di affreschi manieristici con le Storie di San Fiorenzo di Antonio Maria Fabrizi e Matteuccio Salvucci, del 1630. In questo artista dai tratti caricaturali, sono presenti influssi di maestri “espressionisti” nordici penetrati anche localmente tramite le opere grafiche di Hendrick Goltzius e di altri maestri del bulino.
Sono distinguibili inoltre delle strutture medievali della precedente chiesa trecentesca.

### Chiostro dell'ex monastero
Il chiostro, di libero accesso da via della Viola 1, è in forme rinascimentali, con colonne in travertino; è ancora visibile una meridiana con la data del completamento dell'opera (1560).
Al centro è una magnifica conifera quasi centenaria: il Cedro dell'Atlante di 15 m di altezza .

### Opere migrate
Erano nella chiesa un Gonfalone di Benedetto Bonfigli (XV sec.), trasferito recentemente al Museo Capitolare; la Madonna Ansidei di Raffaello, venduta nel 1746 dai Serviti, è ora alla National Gallery di Londra. Al suo posto nel secondo altare della navata destra è una copia di Nicola Monti (XVIII sec.).